# 1240
1240 (MCCXL) je bilo prestopno leto, ki se je po julijanskem koledarju začelo na nedeljo.

## Dogodki

### Osvojitve Mongolov
- S predajo zadnjih gruzijskih princev mongolski general Čormagan zaključi z osvajanjem Transkavkazije.
- Invazija na Tibet: mongolski general Godan Kan[1] vpade s tremi tumni [2] v Tibet. Ni povsem jasno, zakaj so Mongoli zasedli sicer geografsko neprijazni in nestrateški Tibet. Razlog je verjetno neplačilo tributa.
- Mongolska princa Büri[3] in Güyük[4] užalita Batu Kana[5]. Vrhovni kan Ögedej ju odpokliče iz Evrope v Mongolijo, kjer ju ostro okara.

- Galicijski kralj Daniel osvoji politično nezasedeni Kijev. Da bi mesto ubranil pred Mongoli, ga prepusti svojemu vojvodi Dimitriju.
- 6. december - Po tednu dni obleganja Mongoli pod poveljstvom Batu kana zavzamejo Kijev. 
  - Po zavzetju Kijeva nemudoma sledi ofenziva na Poljsko. Ofenzivo vodi Orda Kan[6] z zgolj enim tumnom[7]. Glavni namen invazije je, da si Mongoli zavarujejo bok ob prihajajoči invaziji na Ogrsko. 1241 ↔

### Križarska vojna baronov 1239-1241
- Navarski kralj Teobald I. se sporazume z ajubidskim egiptovskim sultanom Al-Adilom II. in damaščanskim vladarjem As-Salihom Ismailom, ki v zameno za mir predata križarjem vsak nekaj ozemlja. Al-Adil II. strateški Askalon, As-Salih Ismail razširi tamponsko cono v svojo škodo in preda za krščanstvo pomembna sveta mesta, Betlehem, Nazaret in večino Galileje.
  - Jeruzalemsko kraljestvo se brez boja razširi skoraj do meja pred tretjo križarsko vojno (←1186). Razlika je, da je večina utrdb razrušenih in so zato priključene pokrajine praktično nebranljive.
- september - Ker meni, da je dosegel svoje, se Teobald I. vrne v Evropo. Križarji so nad Teobaldovimi diplomatskimi pridobitvami razočarani. ↓
- oktober → Nedolgo po Teobaldovem odhodu v Sveto deželo prispe angleški grof Rihard Cornwallski[8], eden takrat najbogatejših Evropejcev. Tudi ta zavzame diplomatsko držo in začne s pogajanji za izpustitev vojnih ujetnikov. 1241 ↔
- Umrlega velikega mojstra vitezov hospitalcev Bertranda de Compsa nasledi Pierre de Vielle-Bride, 18. po seznamu.

### Zdrahe med Ajubidi in vzpon mamelukov
- Emir Keraka An-Nasir Davud izpusti bivšega damaščanskega sultana (in bratranca) Al-Malika al-Saliha. ↓
- → Egiptovski dvor je nezadovoljen z vladanjem sultana Al-Adila II., ki je bil popustljiv do križarjev, hkrati pa se je izkazal za nesposobnega vladarja. Prestol ponudi Al-Malik al-Salihu. ↓
- junij → Al-Malik al-Salih triumfalno vstopi v Kairo in se polasti prestola. Brata in odstavljenega sultana Al-Adila II. vrže v temnico. Ker je položaj novega sultana daleč od zavarovanega in nanj prežijo morilci, se zapre v citadelo.
- julij - Damaščanski sultan As-Salih Ismail in Rihard Cornwallski (po pooblastilu voditelja križarjev Teobalda I. Navarskega) ratificirata mirovni sporazum in predajo obmejnega pasu Jeruzalemski kraljevini. As-Salih Ismail želi križarje uporabiti proti Egiptu, kjer ga je prehitel njegov brat in rival Al-Malik al-Salih. Prav tako se pobota s keraškim emirjem An-Nasirjem Davudom, ki je nespametno izpustil Al-Malika iz ujetništva.
- Al-Malik ukaže na tržnici kupiti okoli tisoč sužnjev iz ljudstva Kipčakov. Mongolska osvajanja so z neizmerno ponudbo znižala ceno sužnjev. Kupljene sužnje ukaže nato izuriti v elitne vojščake - mameluke. 1244 ↔

### Ostalo
- 10. april - Bretonski vojvoda Ivan I. iz svoje vojvodine izžene jude.
- 11. april - Umrlega valižanskega princa in vladarja večine Walesa Llywelyna Velikega  nasledi sin Dafydd ap Llywelyn, ki pa izgubi vpliv nad preostalim Walesom, razen dednim Gwyneddom. 1241 ↔
- 24. maj - S smrtjo norveškega vojvode Skuleja Bordssona, zadnjega rivalskega upravičenca do norveške krone, ki je poskušal odstraniti kralja Hakona IV., se na Norveškem konča več kot stoletno obdobje političnega nasilja in nestabilnosti.
- 12. junij - začne se Pariški disput, razprava o protikrščanski vsebini Talmuda

- 15. julij - Bitka na Nevi: Novgorodci pod vodstvom Aleksandra Nevskega premagajo mnogo močnejšo švedsko invazijsko armado. Švedi se poskušajo polastiti trgovske postojanke ob ustju reke Neva in donosnih trgovskih poti proti vzhodu. Novgorodski bojarji se zaradi zmage mladega Aleksandra Nevskega počutijo ogroženi in ga zato izženejo. 1241 ↔
- 24. julij - Umrlega velikega mojstra vitezov križnikov Konrada Turinškega nasledi Gerhard Malberški.
- 17. september - Razlaščeni vikont Cracassoneja Rajmond II. poskusi z obleganjem Cracassoneja. ↓
- 11. oktober → Francoska kraljeva vojska prežene Rajmonda II. izpred Cracassoneja. Kraljeve sile prično oblegati utrdbo Montreal, kamor se je zatekel.
- 13. oktober - Vladarko Delhijskega sultanata Razijo Sultano s pučem odstavi in usmrti njen mlajši brat Muiz ud din Bahram.
- 14. december - Rimsko-nemški cesar Friderik II. podeli švicarskim kantonom Schwyz, Uri in Unterwald cesarske svoboščine ter s tem postavi temelje kasnejše švicarske samostojnosti.
- 26. december -  Ustanovitev Univerze v Sieni, Toskana.
- Rimsko-nemškemu cesarju Frideriku II. spodeleti obleganje Rima oziroma priložnost, da bi zajel papeža Gregorja IX. in ga prisilil v svoj diktat. Nato se usmeri proti severu v papeško Emilijo-Romanjo, ker z vojsko zavzame ali pa po mirni poti na svojo stran z raznimi privilegiji pridobi več mest. 1241 ↔
  - Začetek gradnje dvorca Castel del Monte v Apuliji.
  - Friderik II. spiše ornitološko delo »Umetnost lovljenja s pticami« (De arte venandi cum avibus).
- Papež Gregor IX. da ukaz o zaplembi in uničenju vseh izvodov Talmuda, češ da je protikrščanski. Razen v Franciji širom Evrope papeški ukaz ignorirajo. Francoski kralj Ludvik IX. ukaže javen disput med tožnikom in bivšim judom Nikolajem Doninom ter štirimi rabini, ki zastopajo kolektivno obtožene jude. Disput je vnaprej zrežiran v škodo judov in širom Francije se začne sežiganje izvodov Talmuda.
- Umrlega katarskega škofa Guilhaberta de Castresa nasledi zadnji katarski škof Bertrand Marty. 1244 ↔
- Latinski cesar Baldvin II. se po več letih zbiranja sredstev vrne domov v Konstantinopel, okrepljen z mogočno 60.000 glavo vojsko. Ob prihodu se da kronati za latinskega cesarja cesarstva, ki je skrčeno na obzidje mesta Konstantinopel z nekaj eksklavami v Marmarskem morju. S to trudoma zbrano (in plačano) vojsko razen ene nove postojanke ne osvoji ničesar več.
- Upor islamske ločine alevitov v Sultanatu Rum doseže kritične razsežnosti. Lokalni voditelji sicer zatrejo upor, a nezadovoljni z vodenjem sultanata razpihajo še večji upor proti sultanu Kejhosrovu II. 1242 ↔
- Rekonkvista: portugalski kralj Sančo II. osvoji mavrski mesti Ayamonte in Cacella. Kastiljski kralj Ferdinand III. pa Écijo in Luceno
- Umrlega grofa Württemberga Hartmana I. nasledi (sin?) Ludvik III.
- Umorjenega marinidskega sultana  Usmana I., ki ga je umoril en od krščanskih sužnjev, nasledi mlajši brat Muhamad I., ki nadaljuje s preganjanjem zadnjih ostankov Almohadov.
- Angleški učenjak Roger Bacon magistrira na Univerzi v Oxfordu (ali v Parizu).
- Voditelj dominikancev Rajmond iz Penyaforta doseže prenovitev pravil z možnostjo odstopa od funkcije voditelja (velikega generala) in nemudoma odstopi od voditeljske funkcije. Za novega voditelja je izvoljen nemški dominikanec Ivan iz Wildeshausena.
- Laični neformalni redovniški red Begardov in Begin šteje v Kölnu okoli 2000 članov.
- Pariška univerza izda novo izdajo Svetega pisma, s katero postavi še danes veljavno formo delitev in oštevilčenj.
- V prevajalski šoli v Toledu je v latinščino prevedena Aristotelova Nikomahova etika. 1246 ↔

## Rojstva
- 29. september - Margareta Angleška, škotska kraljica († 1275)
- Abraham Abulafija, španski judovski mistik, rabin, filozof († 1291)
- Adenes Le Roi, francoski trubadur († 1300)
- Albert II. Sprevrženi, mejni grof Meissena, deželni grof Turingije († 1314)
- Andronik II., trapezuntski cesar († 1266)
- Arnolfo di Cambio, italijanski kipar, arhitekt, urbanist († 1310)
- Bartolomej iz Neocastra, italijanski (sicilski) kronist († 1294)
- papež Benedikt XI. († 1304)
- Cimabue, florentinski slikar, mozaičar († 1302)
- Daumantas iz Pskova, vladar Pskova litvanskega rodu, pravoslavni svetnik († 1299)
- cesar Duzong, dinastija Južni Song († 1274)
- Elizabeta Kumanska, ogrska kraljica, regentinja († 1290)
- Gaddo Gaddi, italijanski slikar († 1312)
- Gerard Segarelli, italijanski krivoverec, ustanovitelj Apostolskega bratstva († 1300)
- Gherardo III. da Camino, italijanski condottiero († 1306)
- Giovanni Soranzo, 51. beneški dož († 1328)
- Henrik VI., luksemburški grof († 1288)
- Hugo Briennski, grof Brienneja in Lecceja († 1296)
- Humbert I. Viennoiški, dauphin Viennoisa[9] († 1307)
- Ivan Bastard, tesalski vladar († 1289)
- Lovato Lovati, italijanski notar, pesnik († 1309)
- Magnus III., švedski kralj († 1290)
- Margaritone d'Arezzo, italijanski slikar († 1290)
- Marguerite d'Oingt, francoska mistikinja, pesnica († 1310)
- Matej iz Aquasparte, italijanski frančiškanski teolog in filozof († 1302)
- Nikefor I. Komnen Dukas, epirski vladar († 1296)
- Peter III. Veliki, aragonski in sicilski kralj († 1285)
- Sibla Armenska, antiohijska princesa, tripoliška grofica († 1290)
- Siger Brabantski, belgijski filozof  († 1280)
- Simon VI. de Montfort, angleški plemič, upornik († 1271)
- Vilijem VII. Veliki, montferraški markiz († 1292)
- Vislav II., knez Rügena († 1302)
- Walther von Klingen, nemški pesnik († 1284)
- Yunus Emre, turški pesnik, mistik († 1321)

## Smrti
- 11. april - Llywelyn Veliki, valižanski princ, kralj Gwynedda (* 1173)
- 1. maj - Jakob iz Vitryja, francoski kardinal, teolog, kronist
- 24. maj - Skule Bordsson, norveški vojvoda, protikralj (* 1189)
- 24. julij - Konrad Turinški, mejni grof Turingije, 5. veliki mojster vitezov križnikov (* 1206)
- 31. avgust - Rajmond Nonnat, katalonski kardinal, svetnik (* 1204)
- 13. oktober - Razia Sultana, vladarka delhijskega sultanata (* 1205)
- 10. november - Ibn Arabi, andaluzijski filozof in mistik (* 1165)
- 16. november - Edmund Rich, canterburyjski nadškof, svetnik (* 1170)
- 6. december - Konstanca Ogrska, ogrska princesa, češka kraljica (* 1180)
- Aleksander iz Villedieuja, francoski pesnik, matematik (* 1175)
- Bertrand de Comps, veliki mojster vitezov hospitalcev
- Boncompagno da Signa, italijanski učitelj retorike, zgodovinar, šahist (* 1165
- Cezar iz Heisterbacha, nemški cisterijanski opat, kronist (* 1180)
- Guilhabert de Castres, katarski škof in teolog (* 1165)
- Hartman I., grof Württemberga (* 1160)
- Uthman ben Abd al-Haqq, marinidski sultan
- William de Warenne, angleški plemič, 5. grof Surrey (* 1166)